# Viaduc de Favazzina
Le viaduc de Favazzina est un ouvrage haubané en semi-harpe situé à proximité de Scilla, dans la ville métropolitaine de Reggio de Calabre, en Italie.
L'ouvrage achevé en 2014, est, avec les viaducs Sfalassà, Italia, Rago et Stupino, le plus haut de l'autoroute A2, qui relie Salerne à Reggio de Calabre.

## Historique

### Pont à poutres (1966-2013)
Le premier pont a été édifié entre 1965 et 1966 pour le compte de l'ANAS. Construit en béton précontraint par le concepteur Riccardo Morandi,, le viaduc comportait deux sens de circulation de deux voies chacun, limitées par des glissières, sans bande d'arrêt d'urgence. Sa longueur était de 431,80 m et la pile la plus haute était de 129 m. Ses travées mesuraient respectivement 33,85 m, 34,70 m, 43,55 m, quatre de 52,00 m, 43,35 m, 34,70 m et 33,85 m.
L'autoroute n'étant pas aux normes, ni nationales, ni européennes, le gouvernement reconnait en 1980 la nécessité de travaux de restructuration pour une autoroute qui, à peine huit ans après sa construction, est déjà obsolète. Cependant, en 1990, les travaux de modernisation n'ont toujours pas commencé. L'Union européenne intervient et oblige l'Italie à adapter le tronçon Salerne-Reggio de Calabre aux normes européennes. En 1997, les premiers chantiers sont ouverts mais en raison de nombreux cas de corruption, les délais sont toujours repoussés.
L'ouvrage ayant des voies étroites, des glissières de sécurité inadaptés, pas de bande d'arrêt d'urgence et des virages serrés qui rendent le trajet particulièrement dangereux pour les poids lourds, il est décidé de construire un nouvel ouvrage en parallèle de l'ancien. Le viaduc de Favazzina est l'un des ouvrages les plus importants du lot 5 des « travaux de modernisation et de l'adaptation au type 1 du règlement CNR/80 du km 393+500 (sortie Gioia Tauro exclue) au km 423+300 (sortie Scilla exclue) » de l'autoroute de la Méditerranée. À la suite de la construction du nouveau pont, l'ancien est dynamité et démoli en totalité en juillet 2015.

### Pont à haubans (2013-)
En 2011, les travaux du nouveau viaduc de Favazzina débutent. Dans certains cas, les ponts existants ont été démolis (notamment celui de Costa Viola) et remplacés par de nouvelles structures, tandis que dans d'autres cas, comme celui en question, un nouveau tracé a été conçu à côté de celui existant. De même que le premier ouvrage, le nouvel alignement place le pont entre deux longs tunnels. La vallée surplombant la structure est profonde, large avec des pentes très raides, obligeant les ingénieurs à concevoir un pont d'une longueur totale de 440 m, sur deux piles atteignant 105 m de hauteur. En vue de réduire le nombre de travées et de réduire l’impact des travaux de génie civil à réaliser, le choix du type de structure s’est porté sur deux viaducs à haubans. Les deux travées latérales ont respectivement des portées de 110 m et la travée centrale une portée de 220 m.
Le tracé du pont, réalisé avec un tablier mixte en acier - béton d'une largeur de 13,7 m, est curviligne avec un rayon constant de 1 775 m pour les deux voies. Chaque travée est suspendu par 16 câbles ancrés dans les structures métalliques du tablier et des deux pylônes d'une hauteur de 45 m. La partie métallique du tablier est constituée de deux poutres principales en forme de T de 3 m de haut, disposées à 10,5 m de hauteur inter-axée. Un renfort inférieur partiel est fourni pour rendre la structure rigide en torsion dans la phase de lancement. La section transversale du pont est complétée par une dalle de 25 cm d'épaisseur, coulée sur des plaques d'acier préfabriquées et reliée à la charpente métallique au moyen de connecteurs de type « Nelson ».
Le 5 mars 2013, l’Anas inaugure le tronçon nord du viaduc en présence du ministre des Infrastructures et des Transports Corrado Passera, du directeur de l’ANAS Pietro Ciucci et du gouverneur de Calabre Giuseppe Scopelliti. En 2014, le tronçon sud est ouvert à la circulation.

## Galerie de photographies

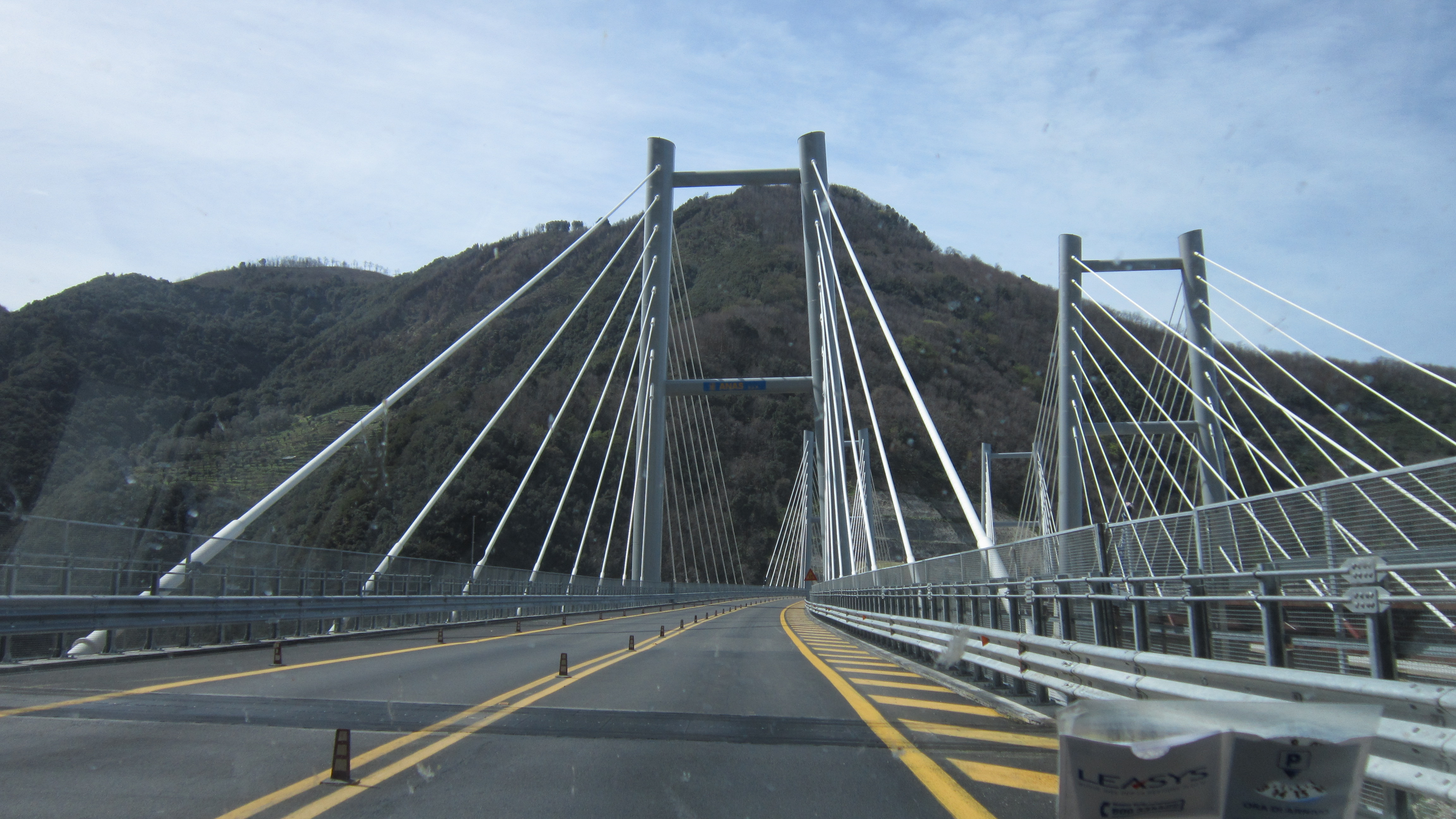
Tronçon nord du viaduc en double sens de circulation (24 mars 2013).
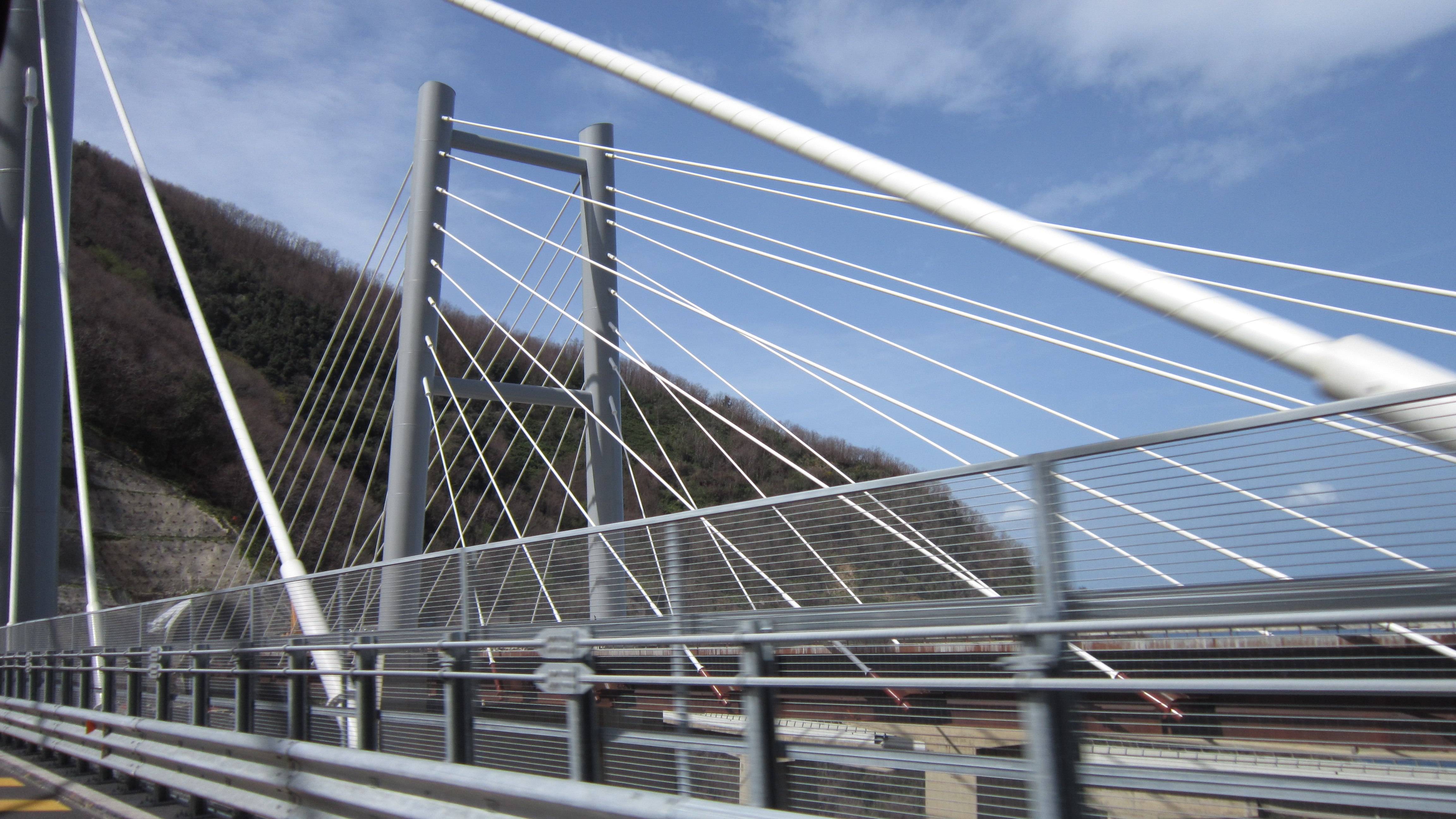
Tronçon sud en construction (24 mars 2013).
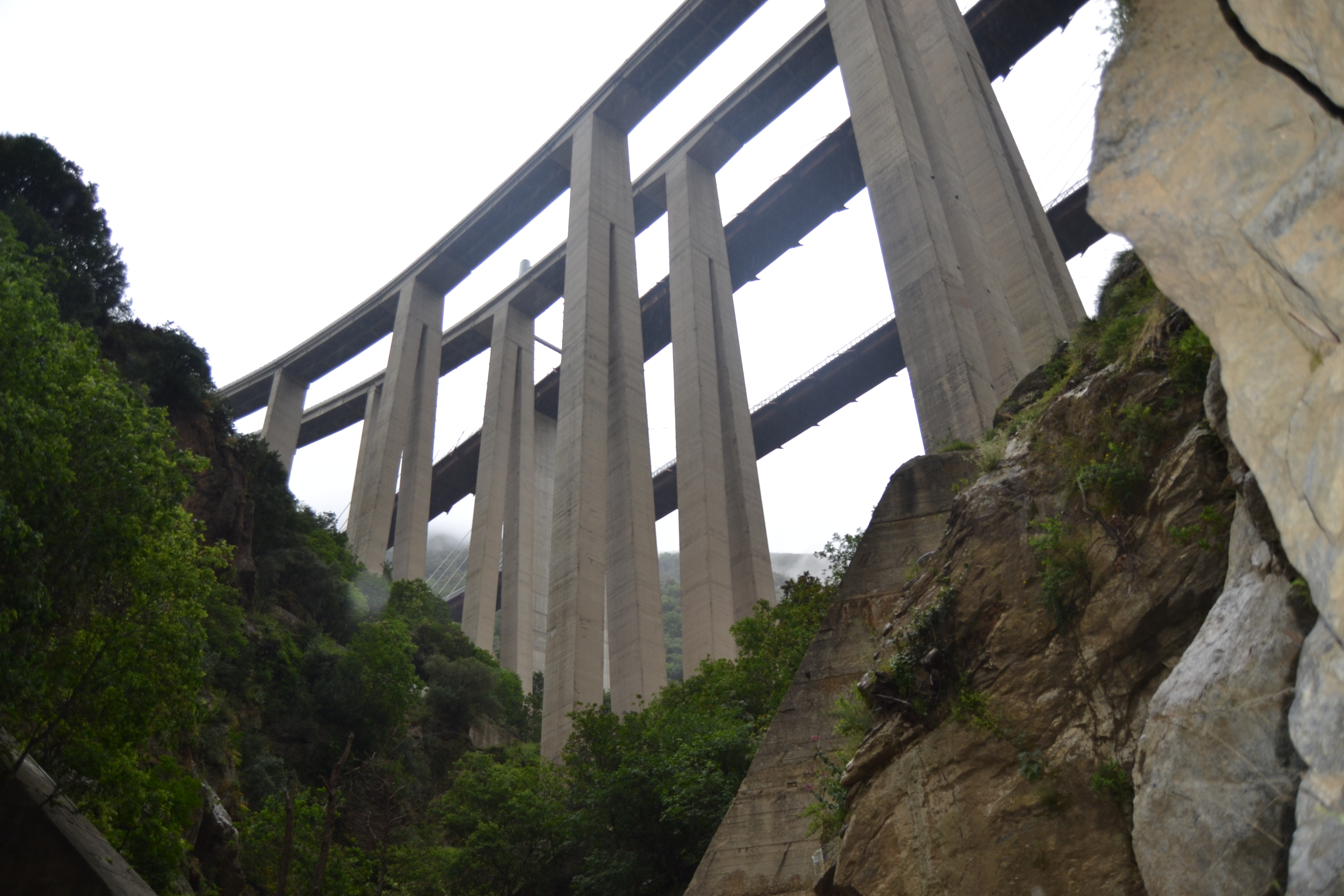
Piles des ouvrages (7 mai 2013).